# 瓦里安联合公司
瓦里安联合公司（英語：Varian Associates）成立於1948年，由Russell H.、Sigurd F. Varian、William Webster Hansen、以及Edward Ginzton等四人所創辦，最初以銷售極超短波電子管及電磁設備為其業務。
1999年Varian Associates將其半導體設備業務分立成獨立公司，稱為Varian Semiconductor，另外也將其科學設備業務分立成Varian, Inc.，而原公司保留下醫療設備業務，並將原公司改名成Varian Medical Systems。

## 註解
1. ↑  《競爭策略》ISBN 957-621-438-6 一書第263頁中，將Varian Associates翻譯成維瑞。

## 外部連結
- Varian Associates的早期歷史 （页面存档备份，存于） （英文）